# Orientierungslauf-Juniorenweltmeisterschaften 1993
Die 4. Orientierungslauf-Juniorenweltmeisterschaften fanden vom 7. bis 10. Juli 1993 in der Gegend von Kastelruth, Karneid und Deutschnofen in Südtirol (Italien) statt.

## Junioren

### Kurzdistanz
| Platz | Land | Athlet            | Zeit      |
| ----- | ---- | ----------------- | --------- |
| 1     | CZE  | Václav Zakouřil   | 20:31 min |
| 2     | NOR  | Bernt Bjørnsgaard | 20:37 min |
| 3     | FIN  | Mikko Lepo        | 21:01 min |
| 4     | NOR  | Odin Tellesbø     | 21:09 min |
| 5     | FRA  | Olivier Coupat    | 21:12 min |
| 6     | RUS  | Walentin Nowikow  | 21:14 min |
| 7     | POL  | Janusz Porzycz    | 21:22 min |
| 8     | LAT  | Pauls Platais     | 22:15 min |

Kurzdistanz:

Ort: Steinegg

Länge: 3,6 km

Steigung: 160 m

Posten: 12

### Langdistanz
| Platz | Land | Athlet             | Zeit      |
| ----- | ---- | ------------------ | --------- |
| 1     | NOR  | Odin Tellesbø      | 1:10:50 h |
| 2     | DEN  | Torben Nørgaard    | 1:12:41 h |
| 3     | FIN  | Tommi Tölkkö       | 1:12:54 h |
| 4     | SUI  | Christoph Plattner | 1:13:30 h |
| 5     | NOR  | Bernt Bjørnsgaard  | 1:13:58 h |
| 6     | SUI  | Jerome Attinger    | 1:14:51 h |
| 7     | CZE  | Václav Zakouřil    | 1:15:41 h |
| 8     | CZE  | Karel Haas         | 1:16:20 h |

Langdistanz:

Ort: Deutschnofen

Länge: 10,8 km

Steigung: 430 m

Posten: 27

### Staffel
| Platz | Land | Athleten                                             | Zeit      |
| ----- | ---- | ---------------------------------------------------- | --------- |
| 1     | FIN  | Simo Martomaa Tommi Tölkkö Mikko Lepo                | 2:01:55 h |
| 2     | NOR  | Holger Hott Johansen Bernt Bjørnsgaard Odin Tellesbø | 2:02:08 h |
| 3     | POL  | Robert Banach Dariusz Mikusiński Janus Porzycz       | 2:03:57 h |
| 4     | RUS  | Iwan Moraschow Jewgeni Fadejew Walentin Nowikow      | 2:06:08 h |
| 5     | SUI  | Christoph Plattner Matthias Niggli Jerome Attinger   | 2:07:40 h |
| 6     | GBR  | Jonathan Duncan Jamie Stevensen Richard Wren         | 2:07:49 h |
| 7     | CZE  | Kamil Arnošt Pavel Horák Václav Zakouřil             | 2:10:02 h |
| 8     | DEN  | Torben Nørgaard Lasse Pedersen Morten Fenger-Grøn    | 2:13:59 h |

Staffel:

Ort: Kastelruth

## Juniorinnen

### Kurzdistanz
| Platz | Land | Athletin            | Zeit      |
| ----- | ---- | ------------------- | --------- |
| 1     | DEN  | Tenna Nørgaard      | 23:00 min |
| 2     | FIN  | Satu Mäkitammi      | 23:28 min |
| 3     | FIN  | Liisa Anttila       | 23:34 min |
| 4     | SUI  | Marie-Luce Romanens | 23:50 min |
| 5     | FIN  | Katja Honkala       | 24:31 min |
| 6     | FIN  | Päivi Tolvanen      | 25:12 min |
| 7     | NOR  | Miri Jørgensen      | 25:16 min |
| 8     | NOR  | Birgitte Husebye    | 25:21 min |

Kurzdistanz:

Ort: Steinegg

Länge: 3,35 km

Steigung: 135 m

Posten: 12

### Langdistanz
| Platz | Land | Athletin            | Zeit      |
| ----- | ---- | ------------------- | --------- |
| 1     | FIN  | Liisa Anttila       | 58:03 min |
| 2     | DEN  | Tenna Nørgaard      | 59:37 min |
| 3     | CZE  | Hana Doležalová     | 59:57 min |
| 4     | FIN  | Katja Honkala       | 60:57 min |
| 5     | SUI  | Marie-Luce Romanens | 61:56 min |
| 6     | RUS  | Olga Terechowa      | 62:09 min |
| 7     | DEN  | Christina Grøndahl  | 62:30 min |
| 8     | FIN  | Monica Boström      | 62:33 min |

Langdistanz:

Ort: Deutschnofen

Länge: 7,3 km

Steigung: 340 m

Posten: 18

### Staffel
| Platz | Land | Athletinnen                                          | Zeit      |
| ----- | ---- | ---------------------------------------------------- | --------- |
| 1     | SUI  | Brigitte Grüniger Käthi Widler Marie-Luce Romanens   | 1:51:20 h |
| 2     | FIN  | Satu Mäkitammi Katja Honkala Liisa Anttila           | 1:53:01 h |
| 3     | NOR  | Birgitte Husebye Miri Jørgensen Elisabeth Ingvaldsen | 1:54:22 h |
| 4     | RUS  | Julia Morozowa Irina Stepanowa Olga Terechowa        | 1:59:08 h |
| 5     | POL  | Ewa Kozłowska Beata Socha Aneta Jabłońska            | 1:59:19 h |
| 6     | DEN  | Christina Grøndahl Dorthe Skovlyst Tenna Nørgaard    | 1:59:44 h |
| 7     | CZE  | Martina Horáčková Eva Švandová Marie Slováková       | 2:03:53 h |
| 8     | GER  | Margit Breckle Kirsten Rösel Judith Keinath          | 2:10:30 h |

Staffel:

Ort: Kastelruth

## Medaillenspiegel
| Platz | Land       | Gold | Silber | Bronze | Gesamt |
| ----- | ---------- | ---- | ------ | ------ | ------ |
| 1     | Finnland   | 2    | 2      | 3      | 7      |
| 2     | Norwegen   | 1    | 2      | 1      | 4      |
| 3     | Dänemark   | 1    | 2      | –      | 3      |
| 4     | Tschechien | 1    | –      | 1      | 2      |
| 5     | Schweiz    | 1    | –      | –      | 1      |
| 6     | Polen      | –    | –      | 1      | 1      |